# Noga Block
Noga Block (in ebraico נוגה בלוך‎?; 3 gennaio 2004) è una ginnasta israeliana.

## Carriera
Nel 2019 ha partecipato ai Campionati mondiali juniores di ginnastica ritmica, conquistando due medaglie di bronzo nella specialità della palla e nel concorso a squadre.

## Palmarès

### Mondiali juniores
| Anno | Città | Risultato | Specialità |
| ---- | ----- | --------- | ---------- |
| 2019 | Mosca | Bronzo    | Palla      |
| 2019 | Mosca | Bronzo    | Team       |